# 金靓唐纳雀
，是雀形目裸鼻雀科的一种鸟类。
金靓唐纳雀体重约22克，翼长约80毫米，嘴峰长约12.5毫米，喙宽度约4.6毫米，喙厚度约5毫米，跗蹠长约18.3毫米，尾长约59毫米。金靓唐纳雀在其分布区内为留鸟，其栖息在密集的高大树木组成的森林中，食性为草食性，主要食物来源是水果。

## 亚种
- ：分布于委内瑞拉北部。
- ：分布于哥伦比亚西部和中部的安第斯山脉。
- ：分布于哥伦比亚中部至委内瑞拉西北部。
- ：分布于哥伦比亚东安第斯山脉地区。
- ：分布于哥伦比亚东安第斯山脉地区。
- ：分布于厄瓜多尔西部的亚热带地区。
- ：分布于厄瓜多尔东部和秘鲁北部的亚热带地区。
- ：分布于秘鲁中部。
- ：分布于秘鲁东南部至玻利维亚西北部的热带地区。[4]